# Kollektives Modell
Ein kollektives Modell oder kollektives Risikomodell ist ein Paar zweier Zufallsvariablen mit großer Anwendung in der Versicherungsmathematik.

## Definition
Sei {\displaystyle N} eine Zufallsvariable mit {\displaystyle P(N\in \mathbb {N} _{0})=1} und {\displaystyle (X_{n})_{n\in \mathbb {N} }} eine Folge von reellen stochastisch unabhängigen und identisch verteilten Zufallsvariablen, dann heißt das Paar {\displaystyle \left(N,(X_{n})_{n\in \mathbb {N} }\right)} kollektives Modell. Meistens sind die Zufallsvariablen {\displaystyle X_{n}} nichtnegative Zufallsvariablen.

## Interpretation
Eine mögliche Interpretation hat große Bedeutung in der Schadensversicherungsmathematik, wenn man einen homogenen Bestand an Risiken betrachtet. Hierbei interpretiert man {\displaystyle N} als die zufällige Anzahl aller Schäden, die in einem Zeitabschnitt eingetreten sind, und {\displaystyle X_{i}} als die Schadenhöhe die der {\displaystyle i}-te Schaden verursacht hat.
Allerdings ist bei der Verwendung in der Praxis Vorsicht geboten, da alle Zufallsvariablen als unabhängig voneinander verteilt angenommen werden, was in der Praxis nicht immer der Fall sein muss.
Das kollektive Modell ist eine Verallgemeinerung des individuellen Modells.
Weiterhin ist es in der Versicherungsmathematik sinnvoll einen Gesamtschaden {\displaystyle S:\Omega \rightarrow \mathbb {R} } zu definieren:
{\displaystyle S:=\sum _{n=0}^{\infty }\chi _{\{\omega \in \Omega |N(\omega )=n\}}\sum _{i=1}^{n}X_{i}=\sum _{i=1}^{N}X_{i}}
{\displaystyle S} selbst ist dann wieder eine Zufallsvariable, die durch das zu Grunde liegende kollektive Modell beschrieben wird. 

## Eigenschaften
- Die Wahrscheinlichkeitsverteilung des Gesamtschadens {\displaystyle S} ist eine Mischverteilung, wobei die Verteilung von {\displaystyle N} die mischende Verteilung ist.
- Die Verteilungsfunktion {\displaystyle F_{S}}  von {\displaystyle S} ergibt sich  als

{\displaystyle F_{S}(x)=P(S\leq x)=\sum _{n=0}^{\infty }P(S\leq x\mid N=n)P(N=n)=\sum _{n=0}^{\infty }F^{*n}(x)P(N=n)\;.}
Dabei bezeichnet {\displaystyle F^{*n}} die Verteilungsfunktion von {\displaystyle \sum _{i=1}^{n}X_{i}}. Da die {\displaystyle X_{i}} stochastisch unabhängig und identisch verteilt sind, ist die Verteilung von {\displaystyle \sum _{i=1}^{n}X_{i}} die {\displaystyle n}-fache Faltung der Verteilung von {\displaystyle X_{1}}.
- Wenn {\displaystyle X_{1}} den Erwartungswert {\displaystyle \mu } hat, dann ist

{\displaystyle \operatorname {E} [S]=\mu \operatorname {E} [N]}
der Erwartungswert von {\displaystyle S}.
- Wenn {\displaystyle X_{1}} den Erwartungswert {\displaystyle \mu } und die endliche Varianz {\displaystyle \sigma ^{2}} hat, dann ist

{\displaystyle \operatorname {Var} [S]=\sigma ^{2}\operatorname {E} [N]+\mu ^{2}\operatorname {Var} [N]}
die Varianz von {\displaystyle S}.
- Die Wahrscheinlichkeitsverteilung von {\displaystyle S} kann in bestimmten Fällen mit dem Panjer-Algorithmus rekursiv berechnet werden.[4]